# 區位經濟
區位經濟（location economies）是指在最適合某個活動的地點執行價值創造活動，所產生的經濟利益，不論此地點在世界何處，只要是在運輸成本和貿易障礙能夠容許的情況下。簡單的說，就是考量不同區域的相關條件所能產生的最大利潤或效益，來選擇設廠地點或是店面。

## 外部連結
- 策略管理
- 策略管理程序